# Aurel Nowotny
Aurel Nowotny, bürgerlich Aurel Novotny (* 18. Juli 1881 in Sisak, Österreich-Ungarn, heute Kroatien; † 17. November 1947 in Wien, Österreich), war ein österreichischer Schauspieler bei Bühne und Film, ein Theaterregisseur und Dramaturg sowie ein Tontechniker beim Film, Hörfunk-Mitarbeiter bei dem Aufbau des österreichischen Rundfunks und zuletzt auch Gewerkschafter.

## Leben und Wirken
Der Bauernsohn war seit Beginn des 20. Jahrhunderts als Schauspieler tätig und kam mit einer Wanderbühne 1903 erstmals nach Wien und gab am dortigen Burgtheater seinen Einstand in Gustav Freytags Lustspiel Die Journalisten. Er war an zentralen Bühnen der wichtigsten drei deutschsprachigen Staaten Europas aktiv: Im ersten Jahrzehnt an Zürichs Stadttheater unter der Direktion Alfred Reuckers, im zweiten Jahrzehnt, vor und während des Ersten Weltkriegs, an Berlins Neuem Volkstheater unter der künstlerischen Leitung von Adolf Edgar Licho, und im dritten Jahrzehnt, gleich nach dem Ersten Weltkrieg zu Beginn der 1920er Jahre, an Wiens Deutschem Volkstheater unter der Intendanz Alfred Bernaus. Weitere Theaterstationen waren Berlins Residenztheater, das Stadttheater von Wiener Neustadt und Wiens Raimundtheater. Unter Max Reinhardt wirkte Nowotny auch am Theater in der Josefstadt. Als Regisseur von Robert Musils Der Knecht wurde ihm in Wien im Oktober 1924 „eine zu weiche Hand für diese harte Aufgabe“ bescheinigt.
Zu dieser Zeit hatte Nowotny, der im Verlauf des Ersten Weltkriegs nach Österreich heimgekehrt war, bereits in einigen Kinofilmen (u. a. die Titelrolle in Franz Hofers Der Eremit), sowohl Berliner als auch Wiener Provenienz, mitgewirkt. Nach dem Krieg begann Nowotny, auch als Schauspiellehrer zu wirken, zu seinen Schülern zählte unter anderem Rolf Wanka. Feste Theaterengagements nahm Nowotny in späteren Jahren nur noch selten an, und auch vor die Kamera trat er kaum mehr. Lediglich zu Beginn der Tonfilmära in Deutschland, Anfang der 1930er Jahre, lassen sich einige wenige filmische Aktivitäten nachweisen, etwa als Tontechniker bei der Tonversion von Henrik Galeens Der Student von Prag, sowie bei Stürmisch die Nacht und Tänzerinnen für Süd-Amerika gesucht, wo Nowotny den Tonschnitt besorgte. Als Mitarbeiter der Radio Verkehrs AG (RAVAG) konzentrierte er sich ab 1930 auf die Herstellung von Hörspielen.
Nowotnys letzte Theater-Aktivitäten fanden während des Zweiten Weltkriegs in Wien statt: bis 1942 diente er als Dramaturg, Regisseur und Schauspieler an den von Hanns Schott-Schöbingers geführten Kammerspielen (Theater in der Rotenturmstraße), denen er exakt zehn Jahre zuvor als Direktor vorgestanden hatte. In den beiden darauf folgenden Spielzeiten (1942–1944) bis zu der von Joseph Goebbels verfügten Schließung aller reichsdeutschen Spielstätten ist Nowotny in derselben Position am Wiener Bürgertheater unter der Direktion Robert Valbergs nachzuweisen. Zeitweise wurde er überdies als Hilfsarbeiter in der deutschen Rüstungsindustrie zwangsverpflichtet. Nach Ende des Zweiten Weltkriegs machte sich Aurel Nowotny zuletzt (1947) als Präsident der wiedererstandenen österreichischen Bühnengewerkschaft um die Wiederherstellung österreichischer Arbeitnehmerrechte am Theater verdient.
Nowotny, der am 17. November 1947 verstarb, wurde vier Tage später auf dem Friedhof von Döbling beerdigt. Er war ab 1925 Mitglied der Freimaurerloge Kosmos, 1945 affiliertes Mitglied der Loge Humanitas renata und 1947 Gründungsmitglied der Loge Zu den 3 Ringen.

## Filmografie (als Schauspieler)
- 1915: Papa Schlaumeyer
- 1915: Der Eremit
- 1918: Das Geheimnis des Goldpokals
- 1919: Wiedergefunden
- 1919: Der Narr seines Herzens
- 1926/30: Der Student von Prag (Ton bei österr. Tonfilmversion)
- 1930: Stürmisch die Nacht (auch Tonmischung)
- 1931: Tänzerinnen für Süd-Amerika gesucht (nur Tonschnitt)